# 卡洛斯·爱德华兹
卡路士·艾堅哈頓·艾華斯（英語：Carlos Akenhaton Edwards，1978年10月24日—）是一名千里達足球員，擔任右翼，現效力英冠球隊米禾爾。

## 生平

### 球會
早期
卡路士·艾華斯出道自千里達球會Defence Force。他在2000年以25萬鎊加盟。艾華斯在域斯咸度過五年，上陣165次。
在2005年，他免費加盟英冠球會盧頓。他成了球迷的寵兒。
新特蘭
在2007年1月2日日，艾華斯以150萬鎊加盟新特蘭，簽約三年半。他在新特蘭的表現搶鏡，接連在對錫菲聯、高雲地利及伯明翰城取得入球。在對修咸頓的比賽更射入致勝一球。在對般尼的比賽入球，更把新特蘭帶返英超。
2008/09年球季由於馬白蘭基加盟影響艾華斯的出場機會，於10月2日被外借到狼隊3個月。11月20日僅為狼隊出賽6場後被提早召回。
葉士域治
2009年9月1日艾華斯轉投英冠球會葉士域治，轉會費135萬英鎊。2012年3月30日艾華斯與葉士域治續約留效多一季。

### 國家隊
卡路士·艾華斯曾代表千里達出戰2006年德國世界盃。在對瑞典，他的表現令他成為全場最佳球員。

## 私人生活
2011年10月10日艾華斯在法庭承認於停牌期間駕駛，事發於9月26日，前一天他的妻子因懷孕併發症而入院，艾華斯送女兒上學，但未能截獲的士而決定親自駕駛。其妻於10月8日早產誕下只有兩磅重的雙胞胎。10月13日艾華斯被判入獄12星期，但缓刑12個月，同時罰款2,500英鎊和需要進行200小時社會服務，他亦被所屬球會處罰兩星期薪金。

## 榮譽
新特蘭
- 2006-07：英格蘭足球冠軍聯賽冠軍

域斯咸
- 2004-05：英格蘭聯賽錦標冠軍

## 外部連結
- 足球数据库：卡路士·艾華斯的球员统计数据
- 卡路士·艾華斯新特蘭官方球員介紹（页面存档备份，存于）